# Противодиверсионные катера проекта 21980
Катера специального назначения проекта 21980 «Грачонок» — серия российских катеров специального назначения охраны водного района, разработанных для Военно-Морского Флота Российской Федерации. Эти противодиверсионные катера предназначены для борьбы с диверсионно-террористическими силами и средствами в акваториях пунктов базирования и ближних подходах к ним, а также для оказания содействия Пограничной службе ФСБ России при решении задач охраны и защиты государственной границы России и для охраны важных государственных объектов со стороны акватории морскими частями войск национальной гвардии Российской Федерации.
На май 2025 года — запланировано 32 катера, построено 28 (28 в составе флота), 2 строятся, 2 планируются к закладке.

## Проект
Этот проект катера разработан по заказу Военно-Морского Флота на нижегородском ОАО «Конструкторское бюро „Вымпел“», главный конструктор проекта — А. С. Речицкий. В основу проекта были заложены такие тактико-технические характеристики, как применение новейшего радиоэлектронного вооружения, использование новых энергетических установок, установка новых образцов вооружения и мореходность до 4 баллов. Благодаря этому катера проекта способны обеспечить выполнение широкого спектра задач, но основное назначение катеров проекта 21980 «Грачонок» это борьба с диверсионно-террористическими силами и средствами противника в акваториях пунктов базирования ВМФ.

### Конструкция
Противодиверсионный катер проекта 21980 «Грачонок» — однопалубный катер с непрерывной главной палубой, развитой надстройкой, наклонным форштевнем и транцевой кормой. Для проведения работ имеется кран-манипулятор.
ГЭУ катера состоит из дизель-редукторных агрегатов на основе двух V16-цилиндровых дизельных двигателей 16V4000G23 немецкой компании «MTU» и редукторов «ZF» (на 10 первых катерах приёмки до 2014 года). После того, как в конце 2014 года компания прекратила поставки своих двигателей в Россию, поставщиком двигателей стала китайская компания «Henan Diesel Engine Industry Company» («HND»). Два комплекта двигателей для строящихся катеров на Рыбинском ССЗ «Вымпел» под зав. № 01221 и 01222 уже поставлены через ООО «Морские пропульсивные системы». ГЭУ состоит из двух главных 12-цилиндровых дизельных двигателей "HND"TBD620V12, двух реверс-редукторов и двух эластичных муфт для подсоединения к маховику двигателя. Установлены вспомогательные дизель-генераторы ДГА-100-В-А1-МПС по 100 КВт от ООО «Морские пропульсивные системы».

### Оборудование

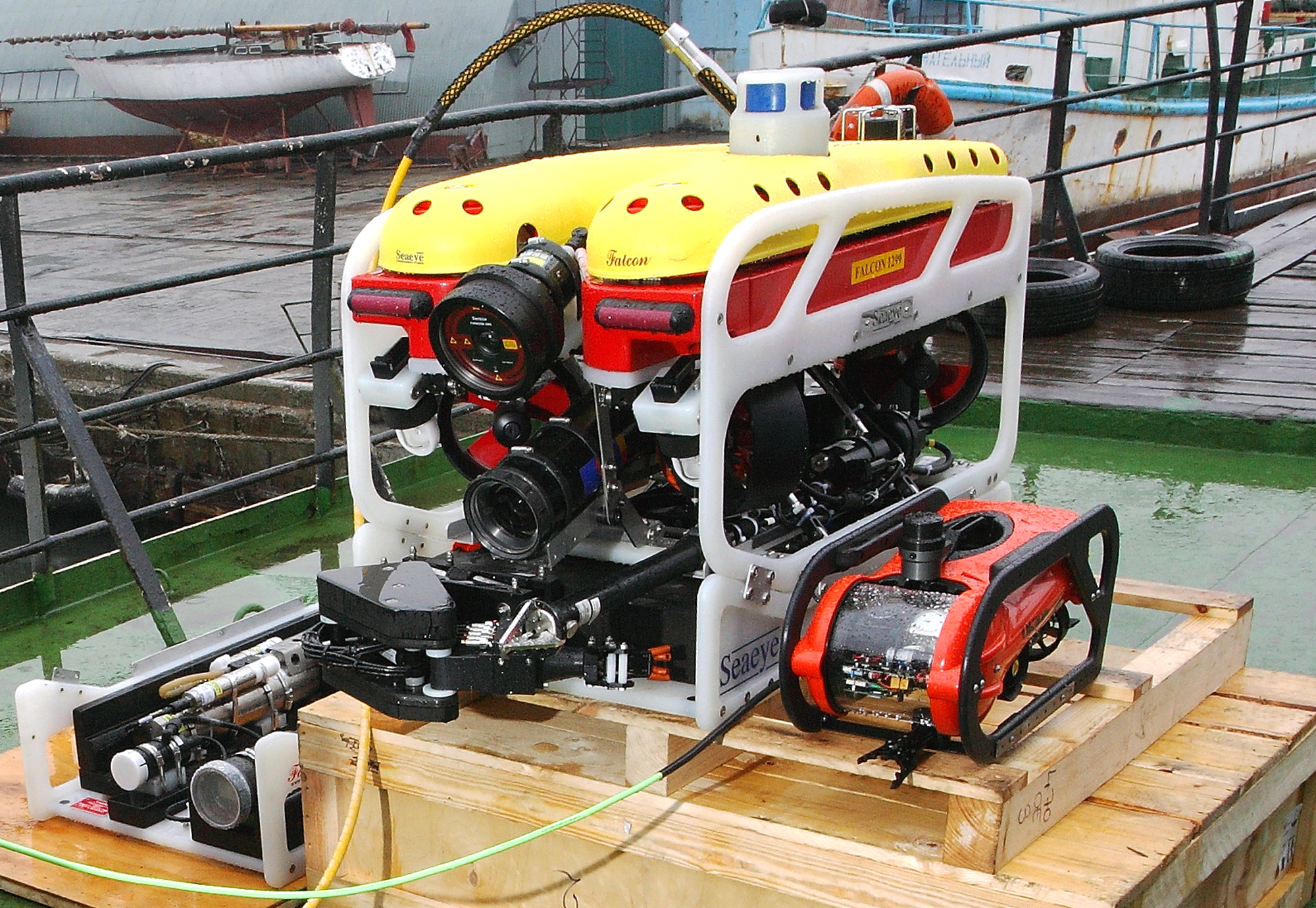
Телеуправляемый подводный аппарат Seaeye Falcon 1299.

В штатный комплекс оборудования входят: навигационная радиолокационная станция МР-231 «Пал», многофункциональный оптико-электронный телевизионный комплекс освещения ближней воздушной и надводной обстановки МТК-201М3, автоматизированный комплекс связи АКС Р-779-9, интегрированная мостиковая система ИМС «Мостик-21980», гидроакустическая станция обнаружения подводных диверсионных сил и средств МГ-757 «Анапа», телеуправляемый подводный аппарат ТНПА «Фалкон» разработки Saab Seaeye Co.LTD с рабочей глубиной до 300 метров, поисково-обследовательский комплекс «Кальмар» позволяющий исследовать поверхность дна на глубине до 200 метров при скорости движения катера до 8 узлов.
Со второго катера (зав. № 982) на катерах проекта начали устанавливать специально разработанный на ОАО «Тетис Про» судовой водолазный комплекс с барокамерой (СВК), предназначенный для обеспечения водолазных спусков при проведении аварийно-спасательных, подводно-технических и других видов подводных работ. Также его применяют для лечения специфических заболеваний, связанных с погружением на глубину и поддержания физиологической натренированности водолазов.

### Вооружение
- морская тумбовая пулемётная установка (МТПУ) с установленным пулемётом КПВТ калибра 14,5 мм;
- малогабаритный дистанционно-управляемый противодиверсионный гранатомётный комплекс 98У;
- ручной двуствольный противодиверсионный гранатомёт ДП-64 «Непрядва»;
- 4 переносных зенитных ракетных комплекса «Игла», «Верба».

## История строительства
2008 год
8 февраля заложен первый противодиверсионный катер проекта 21980 в городе Зеленодольск на ОАО «Зеленодольский завод имени А. М. Горького» под заводским № 981. Катер получил бортовой номер П-104.
2009 год
25 апреля противодиверсионный катер П-104 Спущен на воду. После достройки на плаву начаты заводские испытания.
2010 год
После завершения ЗХИ и ГХИ, в мае противодиверсионный катер П-104 зачислен в состав 105-й бригады кораблей охраны водного района Ленинградской военно-морской базы Балтийского флота с базированием на Кронштадт. И в мае, в цеху Зеленодольского ССЗ, был заложен второй катер под заводским № 982. Катер получил тактический номер П-191 и первым в серии получил судовой водолазный комплекс с барокамерой.
2011 год

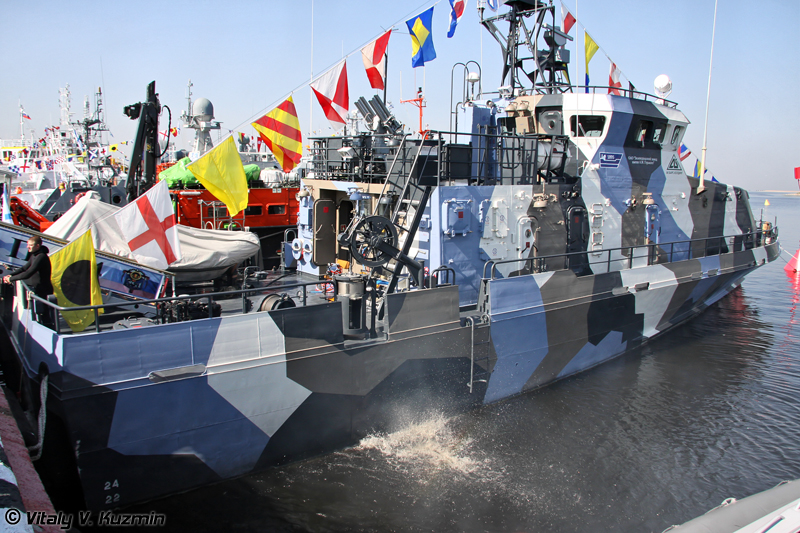
Противодиверсионный катер П-104 во время проведения салона «Ленэкспо-2011».

В мае заложен противодиверсионный катер П-349 — третий катер проекта, заводской № 983. В июне противодиверсионный катер П-104 принимает участие в 5-м Международном Военно-Морском Салоне «Ленэкспо-2011». В июле противодиверсионный катер П-191 спущен на воду. Осенью противодиверсионный катер П-191 прибыл в Новороссийск на государственные испытания, которые прервались в октябре.
2012 год
С начала года продолжились испытания противодиверсионного катера П-191. 5 мая в Зеленодольске состоялась закладка четвёртого катера под заводским № 984. 16 июня спущен на воду противодиверсионный катер П-349. 27 июля заложили пятый катер под заводским № 985. И также в мае состоялась закладка катера под заводским № 8002 на «Восточной верфи» в городе Владивостоке. Тем самым завод во Владивостоке стал вторым предприятием в России, строящим катера проекта 21980. В августе во Владивостоке прошла закладка следующего катера под заводским номером № 8003. 3 сентября на противодиверсионном катере П-191 поднят военно-морской флаг, катер был зачислен в ряды Черноморского флота. 14 ноября на Новороссийской военно-морской базе был подписан приёмный акт на противодиверсионный катер П-349, катер также зачислен в состав Черноморского флота. В декабре заложен ещё один противодиверсионный катер на Восточной Верфи под заводским номером № 8004 для Тихоокеанского флота.
2013 год
7 мая на Зеленодольском заводе имени А. М. Горького заложили следующий противодиверсионный катер под заводским № 986. В апреле спустили на воду противодиверсионный катер П-350 и начаты испытания. В июне прошёл спуск построенного в Зеленодольске противодиверсионного катера П-351. 24 июня — спуск на воду первого построенного на «Восточной Верфи» противодиверсионного катера П-377. 27 июля в Зеленодольске заложили противодиверсионный катер П-424 (П-356), заводской № 987. 22 августа с окончанием ГХИ противодиверсионного катера П-350 был подписан приёмочный акт катера. 15 октября в городе Махачкала подписан приёмочный акт противодиверсионного катера П-351, построенного для Каспийской флотилии. 29 ноября на «Восточной верфи» спустили на воду противодиверсионный катер П-420, заводской номер № 8003.
2014 год

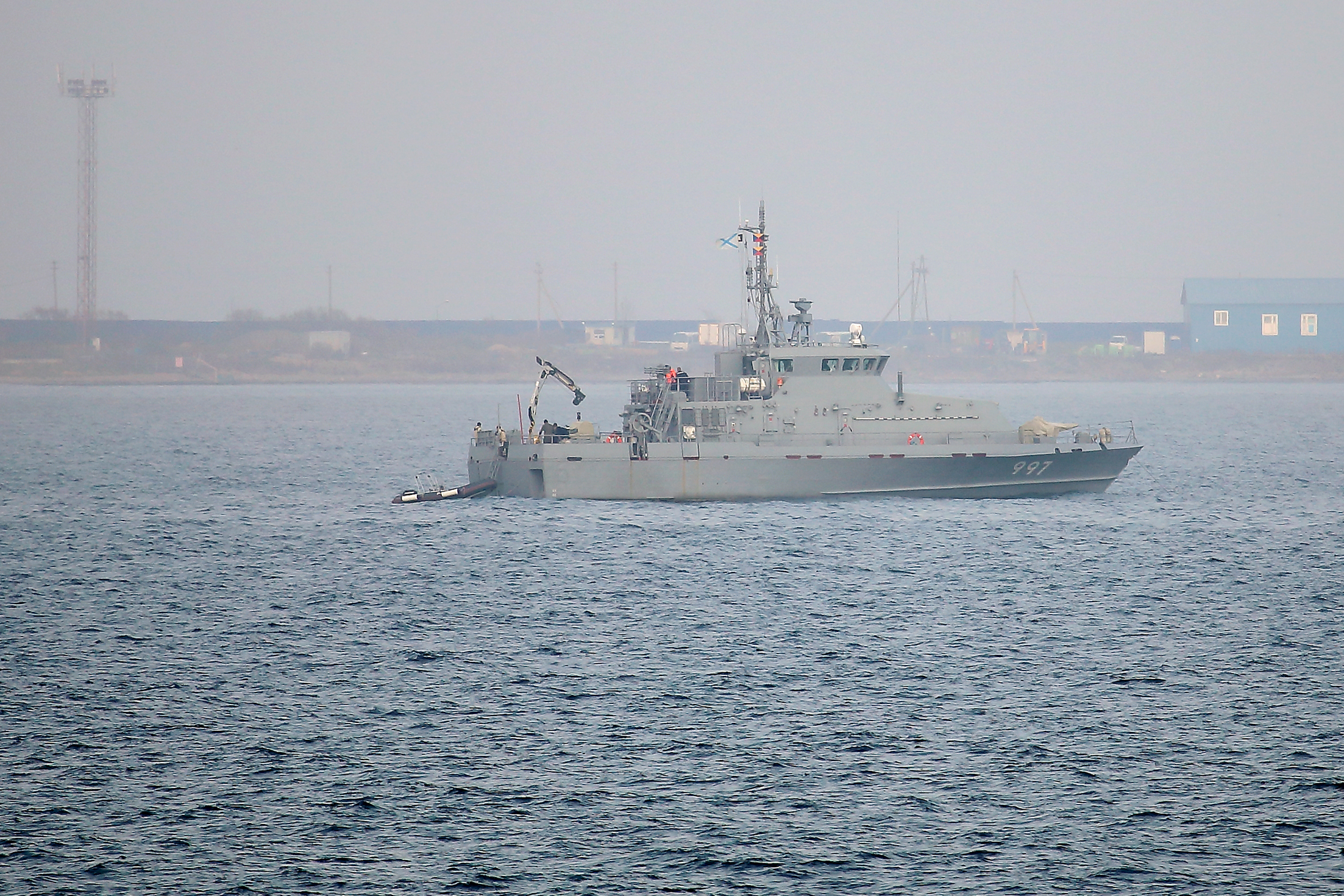
Противодиверсионный катер П-420 в заливе Петра Великого, 24 октября 2014 года.

На Зеленодольском завод имени А. М. Горького прошла закладка противодиверсионного катера П-356 для Черноморского флота. Кроме того, к строительству катеров приступили на Рыбинском ССЗ «Вымпел». В рамках госконтракта с Минобороны России от 20 января 2014 года 3/1/1/0014/ГК-14-ДГОЗ и 3/1/1/0015/ГК-14-ДГОЗ предприятием будет осуществлено строительство шести противодиверсионных катеров проекта 21980. В рамках этого контракта на предприятии в марте прошла закладка противодиверсионного катера под строительным № 01221. 23 февраля во Владивостоке был подписан приёмочный акт противодиверсионного катера П-377, на следующий день приёмочный акт был подписан на П-420 для Тихоокеанского флота. 30 мая в честь 70-летия со дня образования Ленинградского Нахимовского военно-морского училища катеру П-104 присвоено название «Нахимовец». В этот же день на Зеленодольском заводе был спущен на воду противодиверсионный катер П-355. 4 июля на «Восточной верфи» спущен противодиверсионный катер П-417. 22 августа подписан приёмный акт на ПП-355 для Черноморского флота. 25 сентября на противодиверсионный катер П-417 подписан приёмный акт для Тихоокеанского флота. После подписания приёмного акта в Новороссийске, П-355 6 октября перешёл в Севастополь к месту постоянного базирования в составе 102 ОСПН БПДСС Краснознамённой 68 бригады кораблей ОВР. 9 октября подписан приёмный акт на П-424 (П-356) для Черноморского флота. Декабрь — закладка на ССЗ «Вымпел» противодиверсионного катера под номером 01222. В конце года на противодиверсионном катере П-355 был поднят Андреевский флаг.
2015 год

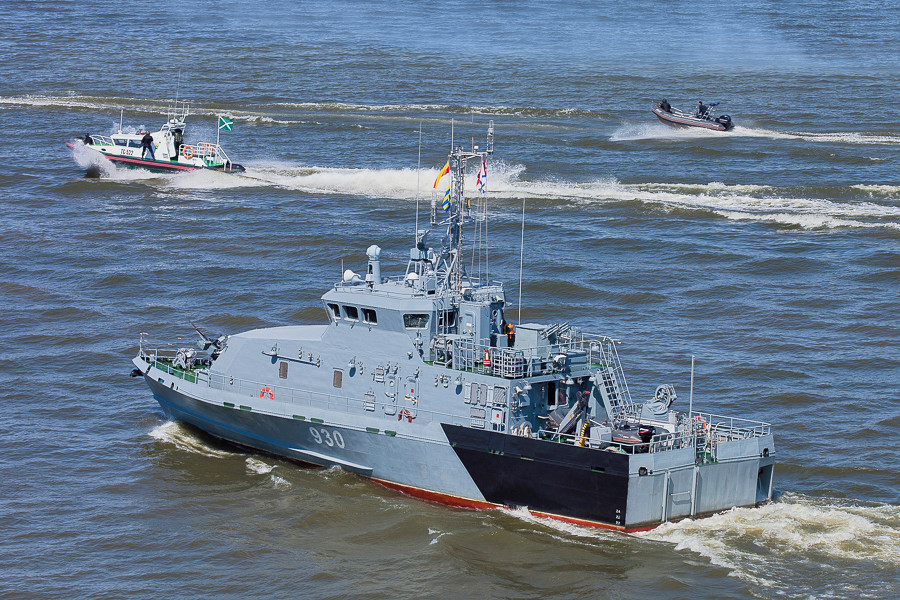
Противодиверсионный катер П-351 на военно-морском параде Каспийской флотилии в честь празднования Дня ВМФ в Астрахани, 26 июля 2015 года.

12 января на Зеленодольском заводе был заложен очередной противодиверсионный катер под строительным № 988, который должен вступить в строй в 2017 году. Катера П-191, П-349 и П-350, базирующиеся на Чёрном море, в соответствии с приказом МО РФ от 16 февраля 2015 года получили собственные имена «Кадет», «Суворовец» и «Курсант Кировец». 17 марта на противодиверсионном катере П-356 был поднят Андреевский флаг. 4 мая противодиверсионный катер П-104 прибыл в Санкт-Петербург для участия в военно-морском Параде, посвящённом 70-летию Победы. 7 мая состоялась очередная закладка катера в Зеленодольске, заводской № 989. 5 июля противодиверсионный катер П-191 принял участие на 7-м Международном Военно-Морском Салоне «Ленэкспо-2015». 15 июля в Новороссийске прошла Торжественная церемония переименования катеров П-191, П-349 и П-350. 15 сентября на заводе «Вымпел» прошла закладка следующего противодиверсионного катера под заводским № 01223.
2016 год
На ССЗ «Вымпел» 15 апреля заложили катер под строительным номером 01224. Также в 2016 году части катеров были присвоены имена: зав. № 985 — П-351 «Юнармеец Каспия», зав. № 986 — П-355 «Юнармеец Крыма», зав. № 8003 — П-420 «Юнармеец Приморья», зав. № 8004 — П-417 «Юнармеец Камчатки». 23 ноября был подписан приёмочный акт на два катера, один с заводским номером 01221, которому было присвоено имя П-340 «Юнармеец Заполярья», и второй с заводским номером 01222, которые были построены для Северного флота.
Подписан контракт с ССЗ «Вымпел» на строительство 4-х катеров для «Росгвардии».
2017 год
В апреле спущен на воду третий катер, который войдёт в состав Северного флота. 16 сентября 2017 года в состав Черноморского флота ВМФ РФ вошёл 6-й по счёту катер специального назначения П-433.
На декабрь 2017 года в составе ВМФ 16 катеров: по одному противодиверсионному катеру на Балтике и Каспии, 6 на Чёрном море, 4 на Тихом океане и 4 на Северном флоте. 4 катера находятся в постройке, ещё на 2 — подписаны контракты.
2018 год
15 мая 2018 года заложен первый катер специального назначения КСН (из серии 4) проекта 21980 шифр «Грачонок» для морских частей ВНГ России, зав. № 01225, на СЗ «Вымпел».
2019 год

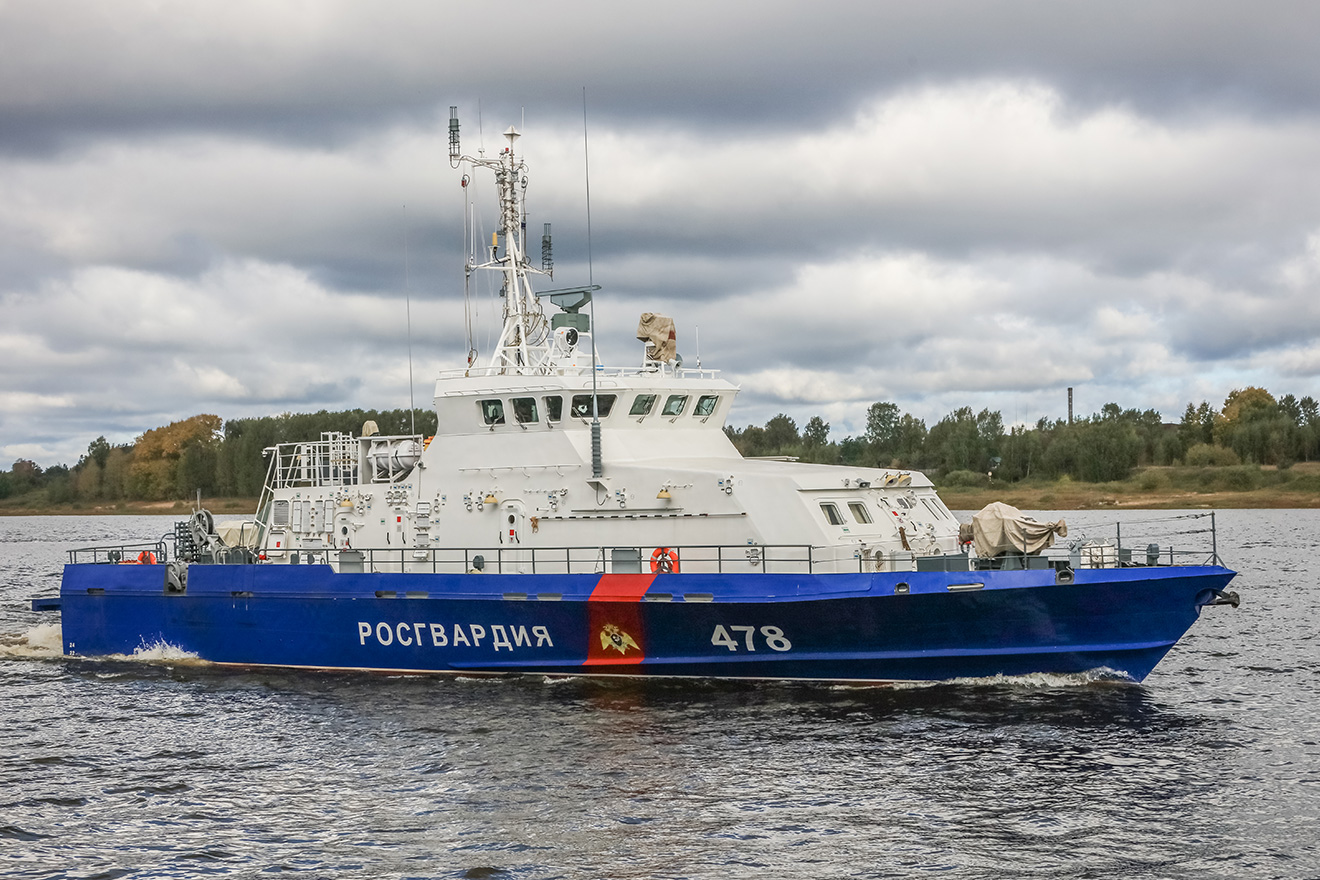
Катер специального назначения Росгвардии, заводской № 01225.

19 июня 2019 года спущен на воду первый катер специального назначения (КСН), построенный для «Росгвардии». Осенью 2019 года планируется доставить в Керчь четыре противодиверсионных катера «Грачонок», все они будут нести службу по охране (надводная и подводная) Крымского моста.
12.30.2019 г. Указом Президента РФ утверждены флаг и вымпел кораблей, катеров и судов Росгвардии.
2020 год
7 августа 2020 года на АО «Зеленодольский завод имени А. М. Горького» в Зеленодольске прошла церемония закладки для ВМФ России корпусов двух катеров специального назначения проекта 21980 «Грачонок» с заводскими номерами 991 и 992.
10 августа 2020 года на АО «Восточная верфь» был спущен на воду шестой катер специального назначения проекта 21980 «Грачонок» «Юнармеец Сахалина» для Тихоокеанский флота.
2021 год
19 февраля 2021 года на АО «Зеленодольский завод имени А. М. Горького» в Зеленодольске прошла церемония закладки для ВМФ России 13-го корпуса катера специального назначения проекта 21980 «Грачонок».
28 мая 2021 года катер специального назначения П-450 «Юнармеец Сахалина» в г. Петропавловск-Камчатский принят в состав Тихоокеанского флота.
15 июля 2021 года на ССЗ «Вымпел» заложили катер специального назначения под заводским номером 01229.
23 июля 2021 года на АО «Зеленодольский завод имени А. М. Горького» в Зеленодольске прошла церемония спуска для БФ ВМФ России двух катеров специального назначения проекта 21980 «Грачонок» 11-го и 12-го с заводскими номерами 991 и 992.

## Представители проекта
Катера постройки Зеленодольского завода имени А. М. Горького, город Зеленодольск
| №  | Тактический номер и наименование | б/н | Зав. № | Дата закладки | Спуск на воду | Ввод в строй | Флот | Состояние         |
| -- | -------------------------------- | --- | ------ | ------------- | ------------- | ------------ | ---- | ----------------- |
| 1  | П-104 «Нахимовец»                | 689 | 981    | 08.02.2008    | 25.04.2009    | 23.11.2009   | БФ   | В строю           |
| 2  | П-191 «Кадет»                    | 840 | 982    | 07.05.2010    | 11.07.2011    | 10.2011      | ЧФ   | В строю           |
| 3  | П-349 «Суворовец»                | 841 | 983    | 06.05.2011    | 16.06.2012    | 14.11.2012   | ЧФ   | В строю           |
| 4  | П-350 «Курсант Кировец»          | 842 | 984    | 05.05.2012    | 04.2013       | 22.08.2013   | ЧФ   | В строю           |
| 5  | П-351 «Юнармеец Каспия»          | 600 | 985    | 27.07.2012    | 06.2013       | 15.10.2013   | КФл  | В строю           |
| 6  | П-355 «Юнармеец Крыма»           | 836 | 986    | 07.05.2013    | 30.05.2014    | 22.08.2014   | ЧФ   | В строю           |
| 7  | П-424 «Кинель»                   | 837 | 987    | 27.07.2013    | 2014          | 09.10.2014   | ЧФ   | В строю           |
| 8  | П-433 «Павел Силаев»             | 844 | 988    | 12.01.2015    | 2017          | 16.09.2017   | ЧФ   | В строю           |
| 9  | «Юнармеец Татарстана»            | 601 | 989    | 07.05.2015    | 30.05.2018    | 20.10.2018   | КФл  | В строю           |
| 10 | П-449 «Юнармеец Дагестана»       | 602 | 990    | 24.04.2019    | 2019          | 30.08.2019   | КФл  | В строю           |
| 11 | П-468                            | 651 | 991    | 07.08.2020    | 23.07.2021    | 23.06.2022   | БФ   | В строю           |
| 12 | П-471 «Владимир Носов»           | 652 | 992    | 07.08.2020    | 23.07.2021    | 23.06.2022   | БФ   | В строю           |
| 13 | П-474                            | 695 | 993    | 19.02.2021    | 10.06.2022    | 01.11.2022   | БФ   | В строю           |
| 14 | П-???                            |     | 994    | 07.05.2025    | 2026          | 2027         | БФ   | Строится          |
| 15 | П-???                            |     | 995    | 07.05.2025    | 2026          | 2027         | БФ   | Строится          |
| 16 | П-???                            |     | 996    | 2026          |               |              |      | Подписан контракт |
| 17 | П-???                            |     | 997    | 2026          |               |              |      | Подписан контракт |

Катера построенные на «Восточной верфи», город Владивосток
| №  | Тактический номер и наименование | б/н | Зав. № | Дата закладки | Спуск на воду | Ввод в строй | Флот | Состояние |
| -- | -------------------------------- | --- | ------ | ------------- | ------------- | ------------ | ---- | --------- |
| 18 | П-377                            | 996 | 8002   | 15.03.2012    | 24.06.2013    | 26.09.2013   | ТОФ  | В строю   |
| 19 | П-420 «Юнармеец Приморья»        | 997 | 8003   | 08.2012       | 29.11.2013    | 24.02.2014   | ТОФ  | В строю   |
| 20 | П-417 «Юнармеец Камчатки»        | 998 | 8004   | 12.2012       | 04.07.2014    | 25.09.2014   | ТОФ  | В строю   |
| 21 | П-431 «Юнармеец Чукотки»         | 994 | 8005   | 2016          | 08.2017       | 28.12.2017   | ТОФ  | В строю   |
| 22 | П-445                            | 973 | 8006   | 06.2017       | 12.10.2018    | 14.01.2019   | ТОФ  | В строю   |
| 23 | П-450 «Юнармеец Сахалина»        | 969 | 8007   | 2019          | 10.08.2020    | 28.05.2021   | ТОФ  | В строю   |

Катера построенные на судостроительном заводе «Вымпел», город Рыбинск
| №  | Тактический номер и наименование | б/н | Зав. № | Дата закладки | Спуск на воду | Ввод в строй | Флот      | Состояние |
| -- | -------------------------------- | --- | ------ | ------------- | ------------- | ------------ | --------- | --------- |
| 24 | П-340 «Юнармеец Заполярья»       | 938 | 01221  | 03.2014       | 07.06.2016    | 19.11.2016   | СФ        | В строю   |
| 25 | П-421 «Юнармеец Беломорья»       | 939 | 01222  | 12.2014       | 22.07.2016    | 19.11.2016   | СФ        | В строю   |
| 26 | П-429 «Сергей Преминин»          | 936 | 01223  | 15.09.2015    | 27.04.2017    | 14.07.2017   | СФ        | В строю   |
| 27 | П-430 «Валерий Федянин»          | 941 | 01224  | 15.04.2016    | 22.06.2017    | 09.11.2017   | СФ        | В строю   |
| 28 | ПДКА № 478                       | 478 | 01225  | 15.05.2018    | 19.06.2019    | 12.11.2019   | МЧ ВНГ РФ | В строю   |
| 29 | ПДКА № 479                       | 479 | 01226  | 2018          | 10.07.2019    | 13.12.2019   | МЧ ВНГ РФ | В строю   |
| 30 | ПДКА № 480                       | 480 | 01227  | 2018          | 30.07.2019    | 03.2020      | МЧ ВНГ РФ | В строю   |
| 31 | ПДКА № 481                       | 481 | 01228  | 2018          | 19.09.2019    | 11.2020      | МЧ ВНГ РФ | В строю   |
| 32 | П-475                            | 942 | 01229  | 15.07.2021    | 07.06.2024    | 30.12.2024   | СФ        | В строю   |